# Skopje '63
Skopje '63 (Skoplje '63') è un documentario del 1964 diretto da Veljko Bulajić sul terremoto di Skopje del 1963.